# Neoliodes ionicus
Neoliodes ionicus är en kvalsterart som beskrevs av Sellnick 1931. Neoliodes ionicus ingår i släktet Neoliodes och familjen Neoliodidae. Inga underarter finns listade i Catalogue of Life.